# Devi Shetty
Devi Prasad Shetty, MS, FRCS, (nascido em 8 de maio de 1953) é um empresário e cirurgião cardíaco indiano que é o presidente e fundador da Narayana Health, uma rede de 21 centros médicos na Índia. Ele já realizou mais de 16.000 operações cardíacas. Em 2004, ele foi agraciado com o Padma Shri, o quarto maior prêmio civil, seguido pelo Padma Bhushan em 2012, o terceiro maior prêmio civil concedido pelo Governo da Índia por sua contribuição no campo da saúde acessível. Há um episódio sobre sua vida e obra na série de TV da Netflix, The Surgeon's Cut (episódio 4).

## Infância e educação
Shetty nasceu em uma vila no distrito de Dakshina Kannada , Karnataka, Índia. O oitavo de nove filhos, ele decidiu se tornar um cirurgião cardíaco quando ainda era estudante, depois de ouvir sobre Christiaan Barnard, um cirurgião sul-africano que acabara de realizar o primeiro transplante de coração do mundo.
Ele foi educado na Escola St. Aloysius, Mangalore e no St. Aloysius College, Mangaluru . Ele completou seu MBBS em 1979, e pós-graduou-se em Cirurgia Geral pelo Kasturba Medical College, Mangalore . Mais tarde, ele concluiu o FRCS do Royal College of Surgeons, na Inglaterra .

## Carreira
Ele retornou à Índia em 1989 e inicialmente trabalhou no Hospital BM Birla em Calcutá . Ele realizou com sucesso a primeira cirurgia cardíaca neonatal no país em 1992, em um bebê de 9 dias de idade, Ronnie. Em Calcutá, ele operou Madre Teresa depois que ela teve um ataque cardíaco e, posteriormente, serviu como seu médico particular.  Depois de algum tempo, ele se mudou para Bangalore e começou a Manipal Heart Foundation em Manipal Hospitals, Bangalore . A contribuição financeira para a construção do hospital foi fornecida pelo sogro de Shetty.
Em 2001, Shetty fundou o Narayana Hrudayalaya (NH), um hospital multiespecializado em Bommasandra, nos arredores de Bangalore. Ele acredita que o custo da saúde pode ser reduzido em 50 por cento nos próximos 5 a 10 anos se os hospitais adotarem a ideia de economia de escala. Além da cirurgia cardíaca, o NH também oferece serviços de cardiologia, neurocirurgia, cirurgia pediátrica, hematologia e transplante, nefrologia, entre vários outros. O hospital do coração é o maior do mundo, com 1000 leitos que realizam mais de 30 cirurgias cardíacas importantes por dia. O terreno onde foi construída a cidade de saúde, anteriormente era um pântano que foi recuperado para o efeito. A Cidade da Saúde pretende atender cerca de 15.000 pacientes ambulatoriais todos os dias. Em agosto de 2012, Shetty anunciou um acordo com a TriMedx, uma subsidiária da Ascension Health, para criar uma joint venture para uma rede de hospitais na Índia. No passado, Narayana Hrudayalaya colaborou com a Ascension Health para estabelecer uma cidade de saúde nas Ilhas Cayman, planejada para ter 2.000 leitos.

## Saúde de baixo custo
Shetty pretende que seus hospitais usem economias de escala, para permitir que eles concluam cirurgias cardíacas a um custo menor do que nos Estados Unidos. Em 2009, o jornal The Wall Street Journal o descreveu como "o Henry Ford da cirurgia cardíaca". Seis hospitais adicionais foram subsequentemente planejados no modelo Narayana Hrudayalaya em várias cidades da Índia, com planos de expansão para 30.000 leitos em hospitais na Índia, África e outros países da Ásia. Shetty pretende cortar custos com medidas como comprar esfoliantes mais baratos e usar ventilação cruzada em vez de ar condicionado . Isso reduziu o preço da cirurgia de ponte de safena para 95.000 rúpias (US $ 1.583), metade do que era há 20 anos. Em 2013, ele pretendia baixar o preço para US $ 800 em uma década. O mesmo procedimento custa $ 106.385 na Cleveland Clinic de Ohio. Ele também eliminou muitos testes pré-operatórios e inovou no atendimento ao paciente, como "redigir e treinar familiares dos pacientes para administrar cuidados pós-cirúrgicos". Os cirurgiões em seus hospitais realizam de 30 a 35 cirurgias por dia, em comparação com uma ou duas em um hospital dos Estados Unidos. Seus hospitais também oferecem cuidados substanciais gratuitos, especialmente para crianças pobres. Ele realiza cirurgia gratuita para os pobres. Em muitas partes do norte da Índia rural, os pobres referem-se ao Dr. Shetty como Bypasswale Baba, ou seja, o Santo que Concede Bypasses. Muito parecido com os santos de outrora, ninguém que sonha com um desvio e chega ao seu hospital / ashram sai sem um desvio.Shetty e sua família têm uma participação de 75 por cento na Narayana Hrudayalaya que ele planeja preservar. Shetty também foi pioneira em serviços de diagnóstico de baixo custo.

## Yeshasvini
O Yeshasvini é um esquema de seguro saúde de baixo custo, projetado por Shetty e pelo governo de Karnataka para os agricultores pobres do estado, com 4 milhões de pessoas atualmente cobertas.

## Prêmios e reconhecimento
- Prêmio Padma Bhushan de Medicina em 2012[19]
- Prêmio Karnataka Ratna em 2001
- Empreendedor do ano na premiação ET em 2012[12]
- Ganhou o The Economist Innovation Awards de 2011 para a área de processos de negócios .[20]
- Grau honorário, Universidade de Minnesota em 2011
- Título honorário, Instituto Indiano de Tecnologia Madras em 2014
- Prêmio da Fundação Schwab em 2005[21]
- Prêmio Padma Shri de Medicina em 2004[22]
- Prêmio Dr. BC Roy em 2003
- Prêmio Memorial Sir M. Visvesvaraya em 2003
- Ernst & Young - Empreendedor do ano - Ciências da Vida em 2012[23]
- Ernst & Young - Empreendedor do ano - Start-up em 2003[23]
- Prêmio Rajyotsava em 2002
- Indiano do ano no setor público escolhido pela CNN-IBN para 2012

## Televisão
Shetty estrela o quarto (e último) episódio da série de documentários da Netflix, The Surgeon's Cut, que foi lançado globalmente em 9 de dezembro de 2020. O episódio segue o tratamento de Shetty aos pacientes, principalmente crianças e bebês, priorizando cuidados de saúde baratos e acessíveis, enquanto realiza com sua equipe mais de trinta cirurgias por dia.